# Berik Äbdighaliuly

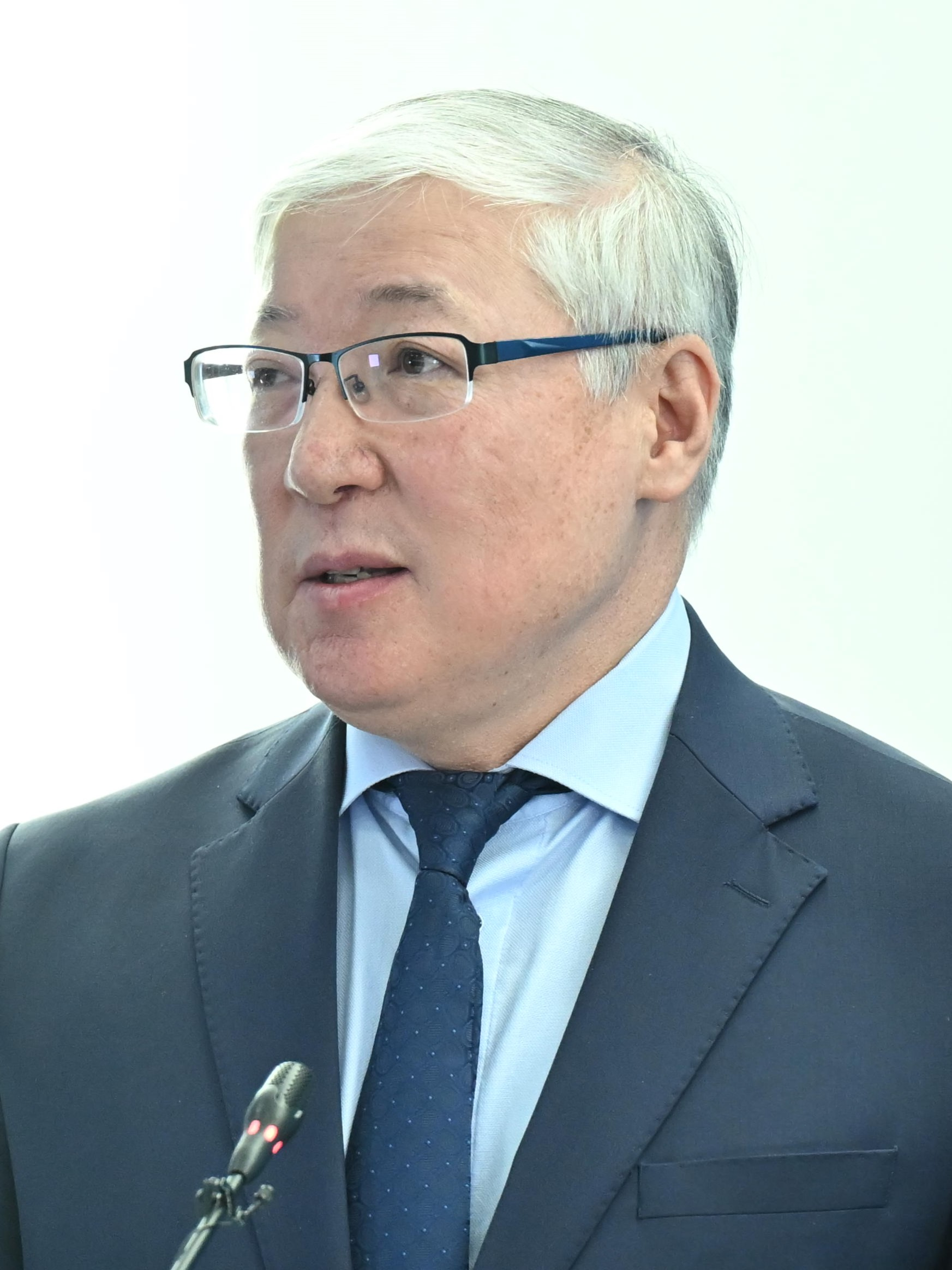
Berik Äbdighaliuly (2024)

Berik Baqytuly Äbdighaliuly (kasachisch Берік Бақытұлы Әбдіғалиұлы Berık Baqytūly Äbdığaliūly, russisch Берик Бакытович Абдыгалиев, Berik Bakytowitsch Abdygalijew; * 18. September 1971 in Tersakkan, Kasachische SSR) ist ein kasachischer Historiker und Politiker.

## Leben
Berik Äbdighaliuly wurde 1971 im Dorf Tersakkan im heutigen Audan Ulytau im Gebiet Ulytau geboren. 1994 schloss er ein Studium der Geschichtswissenschaften an der Kasachischen Nationalen Al-Farabi-Universität in Almaty ab. 
Nach seinem Hochschulabschluss arbeitete Äbdighaliuly zunächst als wissenschaftlicher Mitarbeiter am Kasachischen Institut für Strategische Studien beim Präsidenten der Republik Kasachstan, von 1995 bis 1997 war er dort Leiter der Abteilung für Innenpolitik sowie stellvertretender Direktor. Anschließend war er kurzzeitig stellvertretender Leiter der Medienabteilung der Nationalen Agentur für Presse und Massenmedien bevor er Abteilungsleiter im Ministerium für Information wurde. Von 1998 bis 1999 war Äbdighaliuly stellvertretender Direktor der Abteilung für Innenpolitik im Ministerium für Kultur, Information und öffentliche Ordnung und zwischen 1999 und 2000 war er stellvertretender Abteilungsleiter beim kasachischen Sicherheitsrat und im Anschluss daran erster stellvertretender Direktor des Kasachischen Instituts für Strategische Studien.
2001 wurde er stellvertretender Bürgermeister der Stadt Temirtau. Nach wenigen Monaten auf diesem Posten war er zwischen 2002 und 2003 Direktor des Nationalen Forschungsinstituts. 
Am 19. Februar 2010 wurde er zum Bürgermeister von Schesqasghan ernannt; dies blieb er bis Februar 2012. Danach war er für wenige Monate Berater des ersten stellvertretenden Premierministers. Ab dem 21. Mai 2012 war er schließlich Bürgermeister der Stadt Arqalyq. 2013 wurde er zum stellvertretenden Äkim des Gebietes Qaraghandy ernannt. Nachdem er 2016 aus diesem Amt entlassen worden war, wurde er Berater des Direktors des Kasachischen Instituts für Strategische Studien und im Anschluss von Mai 2017 bis Mai 2019 war er am kasachischen Nationalmuseum tätig. Nach zwei Jahren am Nationalmuseum war er freiberuflicher Berater des Ministers für Kultur und Sport und Leiter des Wissenschafts- und Methodenzentrums „Archiv-2025“ des kasachischen Nationalarchivs.
Zwischen Oktober 2019 und Januar 2021 war er Äkim des Audan Ulytau. Bei der Parlamentswahl 2021 kandidierte er für die Partei Nur Otan für einen Sitz in der Mäschilis, dem Unterhaus des kasachischen Parlaments. Nach der Wahl zog er als Abgeordneter in die Mäschilis ein. Dort setzte er sich für die Rehabilitierung der Opfer politischer Repression ein. Als Mitglied der staatlichen Kommission für die vollständige Rehabilitierung der Opfer politischer Repressionen befürwortete er die Möglichkeit, einzelne Mitglieder der Turkistanischen Legion zu rehabilitieren. Ein Vorschlag Äbdighaliulys, die Beleidigung der Alasch Orda und die Leugnung der Hungersnot und Repressionen Anfang der 1930er Jahre unter Strafe zu stellen, bfrachte ihm heftige Kritik aus Russland ein.
Nach der Neugründung des Gebietes Ulytau im Juni 2022 wurde Äbdighaliuly am 11. Juni von Präsident Toqajew als erster Äkim (Gouverneur) des neuen Gebietes vorgestellt. Nach rund zwei Jahren wurde er am 9. Oktober 2024 von diesem Posten wieder entlassen.
Seit dem 11. Oktober 2024 ist Äbdighaliuly kommissarischer Direktor des kasachischen Nationalmuseums in Astana.